# 幻T形接頭

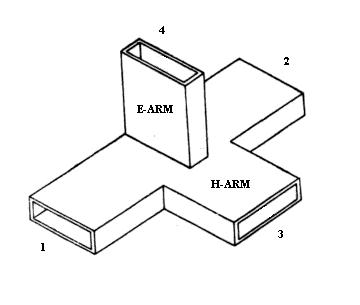
幻T由四個矩形波導組成。

幻T形接頭（英語：Magic tee），是一種混合或功率均分定向耦合器，屬於一種微波器件。它是環形耦合器的替代品，然而因為它是三維結構的，不容易在微帶線或帶狀線中實現。
幻T最初是在第二次世界大戰中開發的，由貝爾實驗室的WA Tyrell 在1947年的IRE論文中發表。Robert L. Kyhl和Bob Dicke在同一時間獨立創造了幻T。

## 構造
幻T是E與H平面T的組合。臂3形成具有臂1和2的H形平面T形臂。臂4形成具有臂1和2的E形平面T形臂。臂1和2有時被稱為側面或共線臂。端口3稱為H平面端口，也稱為Σ端口，和端口或P端口（用於“并联”）。端口4是E平面端口，也稱為Δ端口，差異端口或S端口（用於“串联”）。關於端口編號，沒有一個單一的既定設定。
為了正常運行，幻T必須包含內部匹配結構。該結構通常包括H形平面T形內部的柱和E平面肢體內的感應虹膜，儘管已經提出了許多替代結構。對匹配結構的依賴意味著魔術T卹只能在有限的頻段上工作

## 運作
幻T的名稱源於各端口之間的功率分配方式。注入H平面端口的信號將在端口1和2之間平均分配，並且同相。注入E平面端口的信號也將在端口1和2之間平均分配，但相位相差180度。如果通過端口1和2饋入信號，則H平面端口為兩者的相加；E平面端口處則是兩者相減。因此，如圖所示編號的端口，其散射矩陣是：
{\displaystyle S={\frac {1}{\sqrt {2}}}{\begin{pmatrix}0&0&1&1\\0&0&1&-1\\1&1&0&0\\1&-1&0&0\end{pmatrix}}}

## 幻性
如果通過合適的內部結構，E平面（差）和H平面（和）端口同時匹配，那麼通過對稱、互易和能量守恆，可以顯示兩個共線端口也匹配，並且“魔幻地”彼此隔離。
每個端口中的主導模式的電場垂直於波導的寬壁。因此，E平面和H平面端口中的信號具有正交偏振，因此（考慮到結構的對稱性），這兩個端口之間不能進行通信。
對於進入H平面端口的信號，匹配結構將防止信號中的任何功率被反射回同一端口。由於不能與E平面端口進行通信，並且再次考慮結構的對稱性，因此該信號中的功率必須在兩個共線端口之間平均分配。
類似地，對於E平面端口，如果匹配結構消除了來自該端口的任何反射，則進入它的功率必須在兩個共線端口之間平均分配。
現在通過互易性，任何一對端口之間的耦合在任一方向上都是相同的（散射矩陣是對稱的）。因此，如果H平面端口匹配，則進入任一個共線端口的一半功率將通過H平面端口離開。如果E平面端口也匹配，那麼E平面端口將留下一半的功率。在這種情況下，沒有剩餘電力被反射出第一共線端口或傳輸到另一個共線端口。儘管顯然是彼此直接通信，但兩個共線端口是“魔幻地”隔離的。
E平面和H平面端口之間的隔離是寬帶的，並且與設備的對稱性一樣完美。然而，共線端口之間的隔離受到匹配結構的性能的限制。